# Віничок для збивання

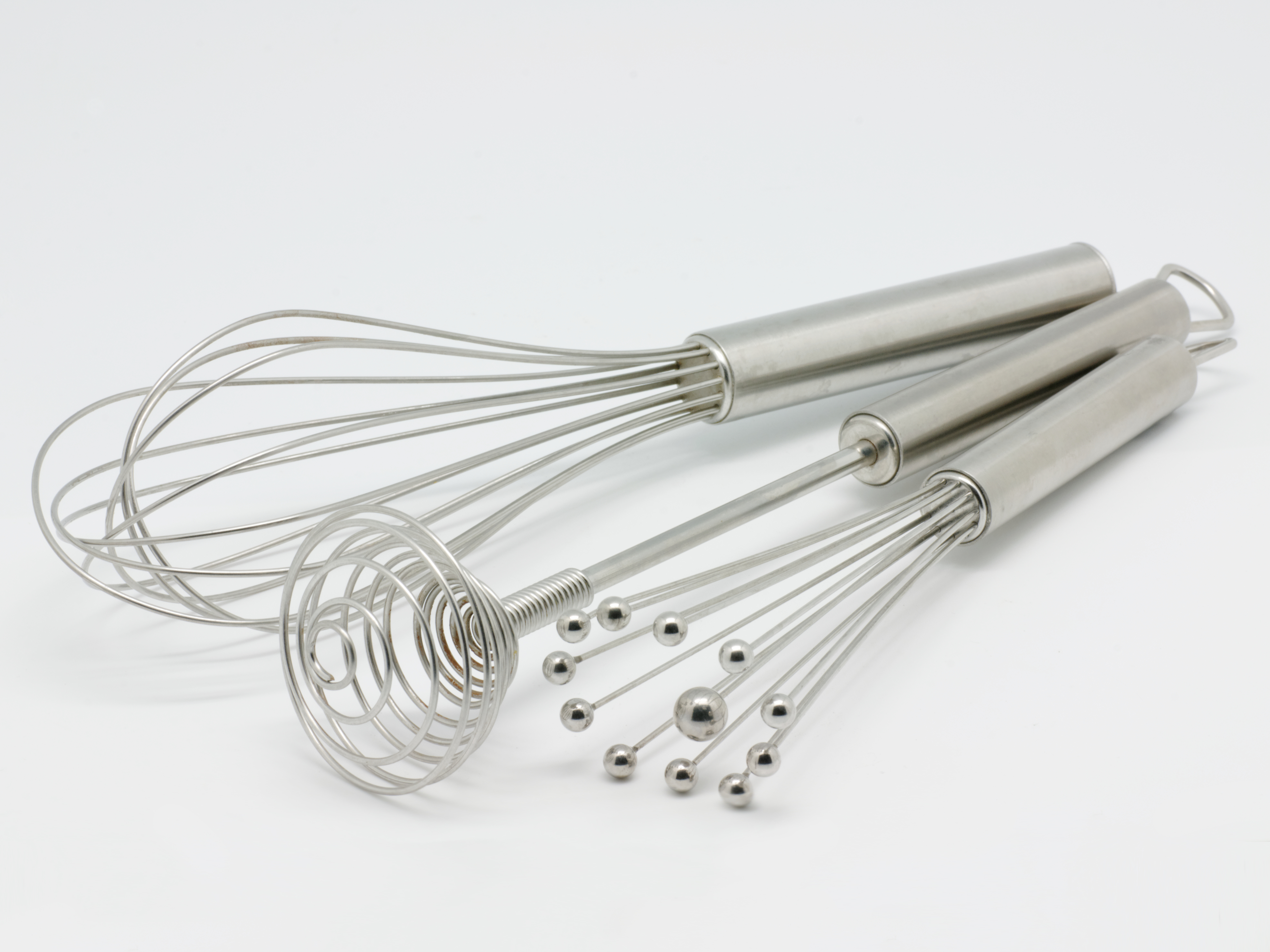
Вінички з металу

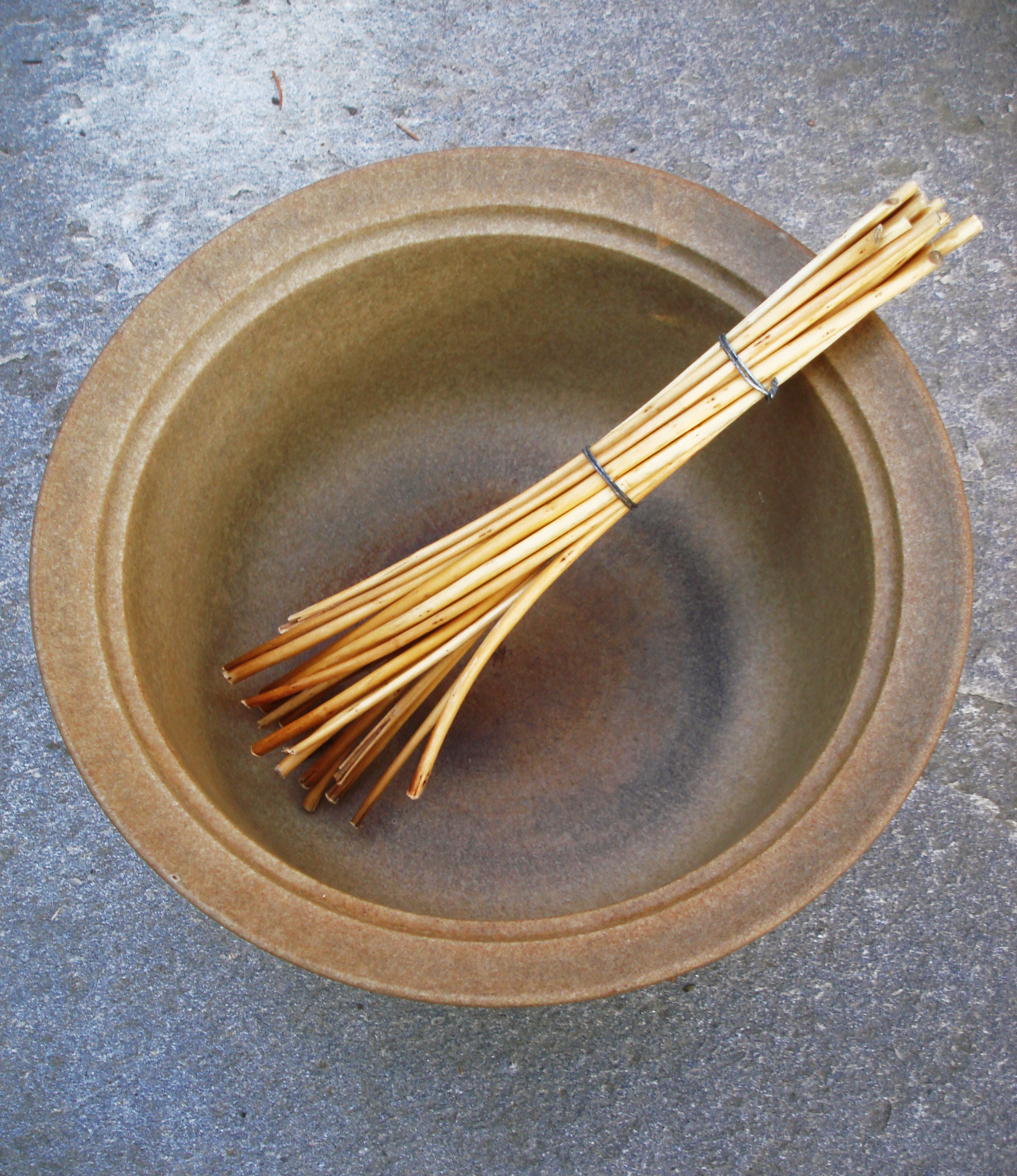
Дерев'яний віничок

Ві́ничок — ручне пристосування для збивання крему, мусу тощо. Має вигляд металевої спіралі (або кількох прямих чи петлеподібних дротів), насадженої на ручку. Такий тип збивалки має залишатися в посудині. Збивання здійснюється вертикальним рухом рукоятки.
Найчастіше використовується для приготування кондитерських виробів і печива, а також в кулінарних рецептах, що передбачають застосування яєчного білка та (або) жовтка. Віничок може виявитися незамінним для приготування молочних або вишуканих алкогольних коктейлів з ефектною пінною структурою.
Віничок незручний для звичайного перемішування рідин.